# Kanjar Ro
Kanjar Ro es un personaje ficticio un supervillano Alienígena que apare en los Cómics estadounidenses publicados por DC Cómics.

## Historia de la publicación
Aparecido por primera vez en la Liga de la justicia de América #3 (febrero 1961) en el artículo titulado "El Barco de Esclavos Espaciales" y fue creado por Gardner Fox y Mike Sekowsky.

## Biografía del personaje
Kanjar Ro es el dictador del planeta Dhor en el sistema de estrella Antares. Dhor Está constantemente en guerra con otros tres mundos Antarean: Alstair gobernado por la planta Reina Hyathis, Mosteel gobernado por Kromm de piel de metal, y Llarr gobernado por el lagarto Emperador Sayyar. En su primera aparición, esclavizó a la Liga de la Justicia con su Gamma Gong, y los utilizó para luchar contra los otros tres monarcas, amenazando con dejar a toda humanidad en un estado de parálisis, y solo serían liberados si los tres monarcas hablaran a Kanjar Ro al mismo tiempo. La Liga fue capaz de derrotar a los tres reyes, y también a kanjar, a pesar de que él le sacó las voces con su varilla de energía. 
Después de Crisis on Infinite Earths Kanjar Ro se introdujo en Hawkworld como burócrata en el ministerio de asuntos extranjeros Thanagariano. Esto estaba destinado a tener origen antes de la JLA #3, pero más tarde se reveló estaba pasando en el presente.
Kanjar Ro posteriormente ha aparecido en Superman y JLA vol. 3, intentando conquistar planetas a través de la fuerza o el engaño. Kanjar Ro fue mencionado en Liga de justicia de América #4 por Relámpago Negro. Más tarde aparece en Liga de Justicia de América #19 en el planeta Cygnus 4019, el planeta de prisión para villanos de la tierra. Después de intentar capturar a la Liga (quién había llegado para comprobar a los prisioneros) revela que el planeta sería tomado los villanos a su llegada, solo para poder huir teletransportándose a otro lugar.
Kanjar Ro aparece en Trinity, lo habiéndose disfrazado de Despero, con el fin de tomar su lugar en un ritual que toma las posiciones de "piedras angulares del universo" de supermán, Batman, y Mujer de Maravilla. A pesar de que el ritual es exitoso, no afecta el gran poder de Morgaine le Fey y Enigma, así que Kanjar no obtiene nada, debido a su engaño. Kanjar huye de Morgaine y Enigma, pero está queda confrontado por un vengativo Despero. Él intercambia la ubicación del Sindicato del crimen a cambio de indulgencia

## Poderes y habilidades
Kanjar Ro es un astuto estratega con bastante armamento alienígena avanzada. Él lleva un Energi-Rod que le permite levitar y comunicarse a través del hiperespacio.

## Otras versiones
- En el cómics Linterna Verde, aparece una raza alienígena llamada "el Laroo" con semejanzan a Kanjar Ro excepto que son azules.
- En la Liga de los Hombres Extraordinarios  volumen 3 de característica de copia de seguridad, Minions de la Luna, la Galera-Wag huido de esclavitud a bordo un barco espacial propelled por dispositivos estilo remo, similares a Kanjar Ro es en su primer aspecto. Su captor está dicho para provenir Antares, y está descrito como rosa-skinned con ojos compuestos y llevando cortos shorts. Uno está nombrado Kelger Vo.

### JLA/Avengers
Kanjar Ro Es uno de los villanos que defienden la Krona baluarte en #4. Se le muestra luchando con Yellowjacket.

## En otros medios

### Televisión
- Kanjar Ro apareció en la serie animada Liga de la Justicia, con la voz de Rene Auberjonois. En el episodio "En la noche más negra", kanjar Ro testifica en un juicio contra John Stewart en Ajuris 5, que describe la destrucción de Ajuris 4, y la muerte de 3 mil millones de personas por Stewart. Con el testimonio de kanjar Ro, el tribunal decide condenar a Stewart a por la destrucción del planeta con flash compartir la sentencia así debido a la ley que indica que los abogados comparten el mismo destino que sus clientes. Luego de esto la Liga de la Justicia comienza a sospechar de este caso e investiga. Descubren que Ajuris 4 sigue intacta, pero disfrazada como parte de una conspiración de los robots Manhunters para distraer a los guardianes, y destruir Oa. Kanjar Ro admite ser pagado después de la Liga revela Ajuris 4 está intacta. Posteriormente, kanjar Ro se llevó a cabo bajo la custodia intergaláctico. La nave de kanjar Ro (que se muestra en una secuencia de flashback y más tarde de nuevo en su intento de matar a Supermán y Detective Marciano en la luna de Ajuris 4) tiene un parecido sorprendente con crucero de la Legión de Súper Héroes.
- Kanjar Ro apareció en Batman: The Brave and the Bold, con la voz de Marc Worden.[3] Es enemigo de Blue Beetle hace años y dirigidos para derrotar el alienígena que utiliza un sónico-emitting Gamma Gong que el Scarab es vulnerable a. En el episodio "El Aumento del Escarabajo Azul!", regresa al mismo planeta para capturar el Gribble alienígena porque sus cuerpos aparentemente pueden ser utilizados tan combustible. Durante la lucha contra Batman y el Escarabajo Azul nuevo (Jaime Reyes), dirija en encontrar una manera de conseguir el scarab fuera de Jaime y desgaste él en su lucha próxima contra Batman. Kanjar Ro Estuvo batido por Reyes después de Batman luchado y le distrajo, dejando Jaime utiliza el Gamma Gong para sacar él del pirata espacial. En el abriendo de "El Super-Batman de Planeta X", Kanjar Ro aparece junto con su bounty de Piratas Espaciales. Estuvieron parados por Batman, Magnus y los Hombres de Metal. Kanjar Ro Aparece a principios de "Noche del Batmen" donde intenta para destruir un planeta para beneficio. Él y su ejército de robot está parado por Batman, Flecha Verde, Aquaman, Shazam y Detective Marciano pero Batman está herido cuándo intentando para desarmar la bomba. Aparezca en "Cuatro Estrella Espectacular!" En la guerra del "Mundo" vignette donde intenta tomar sobre Rann por intentar teletransportar un negaton bomba, pero era foiled por Adam Strange y un puppy después de que haga muchos fallaron intentos a teleport la bomba a la derecha planeta, entonces era teleported con la bomba él promptly cerrado y es último visto comido a muerte por una criatura.
- En Legends of Tomorrow episodio "Marooned", Kanjar Ro estuvo mencionado por Rip Hunter cuándo dice el Tiempo Piratea que Ray Palmer ha outrun Ro, a pesar de que esto es de hecho un código de orden establecido por Cazador para dejar el Waverider para tomar acción particular sin la presencia de Hunter.
- Kanjar Ro aparece en Justice League Action, con la voz de Khary Payton. En el episodio "Todos a bordo del tren espacial", él y su tripulación secuestran un tren espacial que contiene elementos de la Liga de la Justicia, donde chocan con Batman y Cyborg. Como Kanjar Ro hizo que Batman y Cyborg pasaran un mal rato con su tecnología de camuflaje, solicitaron ayuda a Space Cabbie. Después de descongelar a un Jonah Hex congelado, Space Cabbie lo lleva a luchar contra Kanjar Ro y su tripulación para recuperar el control del tren espacial. Los dos lograron derrotar a Kanjar Ro y aterrizar el tren en un planeta cercano.

### Película
- Kanjar Ro aparece en la película animada Green Lantern: First Flight, con la voz de Kurtwood Smith. Esta versión tiene rasgos faciales más parecidos a los de un calamar y es de naturaleza más insectoide, tiene alas funcionales y es capaz de volar. En la película, trabaja junto al corrupto Green Lantern Sinestro para adquirir el "elemento amarillo", un cristal que es el polo opuesto del elemento verde que alimenta la batería de Lantern Corps. Sinestro planea que Kanjar Ro use los Weaponers of Qward para crear un anillo para Sinestro que mata a Kanjar Ro y enmarca a Hal Jordan. Más tarde, Sinestro revive brevemente a Kanjar Ro en la morgue reconectando sinapsis muertas con su barra de energía para saber dónde está Qward. La vara y el cadáver de Kanjar Ro se incineran más tarde en una batalla entre Kilowog y Jordan contra la cómplice de Sinestro, Boodikka.